# みよし広域連合
みよし広域連合（みよしこういきれんごう）は、徳島県三好市及び三好郡東みよし町の1市1町で構成される広域連合。

## 事務局
- 徳島県三好市池田町マチ2429番地1

### 主な事務内容
- 広域連合の区域における広域行政の推進委関する事務
- 三好地区広域振興基金の設置及びその管理運営に関する事務
- ごみの衛生的処理、施設の設置、管理及び運営に関する事務
- 消防本部及び消防署の設置、管理及び運営に関する事務並びに救急業務に関する事務
- 介護保険法(平成9年法律第123号)の施行に関する事務
- し尿の衛生的処理、施設の設置、管理及び運営に関する事務
- 徳島県の事務処理の特例に関する条例(平成11年徳島県条例第30号)により、広域連合が処理することとされる事務

## 組織
- 議会
  - 議員定数：8人（三好市：4人、東みよし町：4人）
- 執行機関
  - 広域連合長：1人（構成市町の長のうちから、構成市町の長が投票により、これを選挙する。）
  - 副広域連合長：1人（広域連合長以外の構成市町の長をもって充てる。）
  - 監査委員：2人（広域連合長が広域連合の議会の同意を得て、人格が高潔で、地方公共団体の財務管理、事業の経営管理その他行政運営に関し優れた識見を有する者及び広域連合議員のうちから、それぞれ1人を選任する。）
- 選挙管理委員会
  - 選挙管理委員：4人（構成市町の選挙権を有する者で、人格が高潔で、政治及び選挙に関し公正な識見を有するもののうちから広域連合の議会においてこれを選挙する。）

## 常備消防事務

### 概要
- 消防本部：三好郡東みよし町足代345番地1
- 管内面積：844.03 km2
- 職員数：83名
- 消防署2カ所、分署2カ所
- 主力機械（2017年4月1日現在）
  - 消防ポンプ自動車：5
  - 水槽付消防ポンプ自動車：2
  - 救助工作車：2
  - 救急自動車：5
  - 指令車：6
  - 水防車：1
  - 査察車：2
  - 資機材搬送車：2
  - 連絡車：1

### 消防署
| 消防署     | 住所                         | 分署                                                  |
| ---------- | ---------------------------- | ----------------------------------------------------- |
| 東消防署   | 三好郡東みよし町足代345番地1 | なし                                                  |
| 池田消防署 | 三好市池田町ウエノ3122番地1  | 西：三好市山城町引地64番地1 祖谷：三好市東祖谷和田1-1 |

## 不祥事・事故
- 2018年6月10日午前2時20分ごろ、石井町石井の国道で、大阪市天王寺区、飲食店店員の男性（24歳）が乗用車にはねられ、徳島市内の病院で死亡が確認された。車は逃走したが、運転していた男が現場近くにいるのを徳島名西警察署員が発見。呼気から基準値を超えるアルコールが検出されたため、自動車の運転により人を死傷させる行為等の処罰に関する法律（過失致死）と道路交通法違反（ひき逃げ、酒気帯び運転）の疑いで男を逮捕。逮捕されたのは、東みよし町の男性会社員（21歳）。車の助手席には、みよし広域連合消防本部の消防士（22歳）が乗っていた。同本部は消防士が飲酒運転をほう助したと判断し、懲戒免職処分とすることを決めた[1]。